# Merostachys kunthii
La Merostachys kunthii és una espècie de bambú del gènere Merostachys de la família de les poàcies, ordre de les poals, subclasse Commelinidae, classe Liliopsida, divisió Magnoliophyta. És endèmica de Sud-amèrica, especialment del Brasil. L'espècie rep el nom en homenatge al primer botànic que descrigué de forma moderna i sistemàtica la flora sud-americana, l'alemany Carl Sigismund Kunth.
Creix fins a assolir entre 6 i 9 metres d'alçada i les fulles fan de 10 a 20 cm de llargada.